# El inquilino (novela)
El inquilino es el segundo libro de narrativa del escritor español Javier Cercas, y su primera novela, si se considera que El móvil (1987) en realidad fue un libro de cuentos que incluía una novela corta. Fue publicado inicialmente en 
1989 por la editorial Sirmio, siendo reeditado en 2002 por las editoriales Círculo de Lectores y Acantilado.

## Argumento
| «—¿No has amado nunca? —Sí, a ti. —Y, ¿cómo me quieres? —Con esto. —Eso es el hígado. —Bueno, me he equivocado. Te quiero con el corazón.» —Silverio Lanza, epígrafe del libro. |

Mario Rota, un docente italiano que se encuentra trabajando en la Universidad de Texas en Austin, acaba de llegar de sus vacaciones y se tuerce el tobillo haciendo ejercicio, el mismo día que conoce a Daniel Berkowickz, un hombre fornido, optimista y vital, quien será su nuevo vecino y colega de trabajo.
Al comenzar el nuevo curso, Rota se comienza a sentir desplazado por Berkowickz, eminente académico y prolífico investigador, con un currículum mucho más sólido que el suyo. Así, Rota pierde dos de las tres asignaturas que le eran asignadas normalmente, disminuyendo a un tercio su sueldo; además de su oficina, siendo obligado a compartir otra en pésimas condiciones con Olalde y Hyun, dos colegas ignorados del departamento; y a Ginger Kloud, su alumna tesista con la que mantenía hasta entonces una relación amorosa sin compromiso, pero que opta por dejarlo y sustituirlo por Berkowickz como supervisor de su tesis.
Berkowickz organiza en su casa una fiesta con sus colegas, sin invitar a Rota con la antelación necesaria. Luego del evento, el director de su departamento, motivado por la nueva eminencia, planea aumentar las exigencias a sus académicos, arriesgando el despido de los docentes improductivos. Rota hace tres años que no publica nada, por lo que sus amigos lo instan a esforzarse y mejorar su rendimiento.
Una mañana nota que Ginger ha comenzado una relación amorosa con Berkowickz, quien lo invita a charlar a su apartamento. Sin entender bien la razón, Rota acepta la invitación, y al entrar en el apartamento del académico se da cuenta de que es una copia exacta del suyo.
Ese mismo fin de semana, Rota se dirige al médico para que le quiten el vendaje del tobillo, y en medio de la sala de atención siente un leve presentimiento de haber estado soñando. El lunes sale a trotar normalmente, como antes del accidente, y al llegar al trabajo, descubre incrédulo que no hay indicios de Berkowickz y que sus colegas niegan la existencia de éste. Una vez que corrobora que todo está como antes que saliera de vacaciones, se reencuentra con Ginger, asumiendo que Berkowickz jamás llegó al departamento de su facultad. No obstante, a pesar de lo anterior, sobre sus muebles aún reposa un artículo científico firmado por Daniel Berkowickz.

## Estructura
El libro está contado en tercera persona, y se divide en veintiún secciones breves enumeradas y sin títulos. Utilizando un recurso que ya había empleado en la nouvelle «El móvil» (1987), y que aplicaría más adelante también a su afamada novela Soldados de Salamina (2001), la última sección de la novela repite textualmente parte de la primera sección, permitiendo así dar una sensación de circularidad a la obra.

## Análisis de la obra
Para el crítico Manuel Simón Viola, esta novela inicia con un tono realista, que va tendiendo progresivamente al de una novela de misterio, para derivar en una narración onírica provista de una «prosa contenida y documental».

### Conexiones con la realidad
Esta novela de Javier Cercas, al igual que las que la suceden, está basada en varios hechos reales. El autor efectivamente trabajó durante dos años en una universidad de Estados Unidos, aunque en realidad en la Universidad de Illinois. Allí conoció a un veterano de la Guerra de Vietnam, sobre el cual se basa el personaje de Olalde, principalmente en su descripción física. Años más tarde, la misma persona inspiraría el personaje de Rodney, el protagonista de su novela La velocidad de la luz.